# Język seit-kaitetu
Język seit-kaitetu, także hila-kaitetu – język austronezyjski używany w prowincji Moluki w Indonezji, na wyspie Ambon. Według danych z 1987 roku posługuje się nim 10 tys. osób.
Seit (Seith) i Kaitetu to nazwy dwóch dialektów, a zarazem wsi, w których używa się tego języka (na północnym wybrzeżu). Jego użytkownicy posługują się również lokalnym malajskim. Należy do grupy kilku języków wyspy Ambon, które nie zostały całkowicie wyparte przez malajski. Niemniej według Ethnologue jest zagrożony wymarciem.
Jest bliski leksykalnie językowi asilulu.